# Juan Sabando Santibáñez
Juan Iván Sabando Santibáñez (La Serena, 7 de diciembre de 1954) es un político chileno, exalcalde por tres períodos consecutivos de la comuna de Huasco.

## Biografía
Nacido en La Serena el 7 de diciembre de 1954, fruto del matrimonio de Alejandro Sabando Sánchez y Berta Santibáñez Silva.
Estudió en el Liceo Salesianos de la ciudad de La Serena, donde egresó con el oficio de Técnico mecánico. Es casado con Nancy Pizarro Pérez y tiene 5 hijos.
Se casó en Vallenar el 16 de mayo de 1979 con Nancy Pizarro Pérez.
Se trasladó a Huasco donde desarrolló una carrera como dirigente social y político. Fue presidente del Sindicato de Trabajadores CAP en la Planta de Pellets de Huasco durante los años 1984 a 1996. Además fue Secretario General de la Federación de Trabajadores del Hierro y el Acero.
Se presentó como candidato a alcalde de Huasco en el año 1996, siendo elegido en tres períodos consecutivos hasta el año 2008 con mayorías 35%, 59% y 70% de los votos respectivamente.
El año 2008 funda ChilePrimero Atacama, siendo la primera región del país en constituirse legalmente.
Actualmente es encargado de proyectos en la gerencia de medio ambiente CAP Minería en Vallenar.

## Historial electoral

### Elecciones municipales de 1992
- Elecciones municipales de 1992, Huasco[4]

(Se consideran sólo candidatos con sobre el 5,5% de votos y candidatos electos como concejales, de un total de 15 candidatos)
| Candidato                        | Pacto                          | Partido | Votos | %     | Resultado |
| -------------------------------- | ------------------------------ | ------- | ----- | ----- | --------- |
| Gregorio González Murillo        | Concertación por la Democracia | PR      | 596   | 15,52 | Alcalde   |
| Luis Prádena Vargas              | Concertación por la Democracia | PS      | 581   | 15,13 | Concejal  |
| Luis Farías Valenzuela           | Concertación por la Democracia | PDC     | 472   | 12,29 |           |
| Inés Beth Aracena                | Participación y Progreso       | RN      | 396   | 10,31 | Concejal  |
| Juan Sabando Santibáñez          | Concertación por la Democracia | PPD     | 382   | 9,95  | Concejal  |
| Rufino Humberto Rodríguez Rivera | Independiente (fuera de pacto) | Ind.    | 277   | 7,21  |           |
| Doris Mariela Reyes Peralta      | Independiente (fuera de pacto) | Ind.    | 271   | 7,06  |           |
| María González Aguirre           | Participación y Progreso       | RN      | 241   | 6,28  | Concejal  |
| José Morales Sánchez             | Concertación por la Democracia | PDC     | 213   | 5,55  | Concejal  |

### Elecciones municipales de 1996
- Elecciones municipales de 1996, Huasco[5]

(Se consideran sólo candidatos con sobre el 0,9% de votos y candidatos electos como concejales, de un total de 14 candidatos)
| Candidato                        | Pacto                          | Partido    | Votos | %     | Resultado |
| -------------------------------- | ------------------------------ | ---------- | ----- | ----- | --------- |
| Juan Sabando Santibáñez          | Concertación por la Democracia | PPD        | 1420  | 35,18 | Alcalde   |
| Gregorio González Murillo        | Concertación por la Democracia | PRSD       | 1391  | 34,46 | Concejal  |
| José Morales Sánchez             | Concertación por la Democracia | PDC        | 334   | 8,28  | Concejal  |
| Jaime Varas Valdés               | Concertación por la Democracia | PDC        | 188   | 4,66  | Concejal  |
| Luis Prádena Vargas              | Concertación por la Democracia | PS         | 164   | 4,06  | Concejal  |
| María González Aguirre           | Unión por Chile                | RN         | 161   | 3,99  |           |
| Inés Beth Aracena                | Unión por Chile                | RN         | 107   | 2,65  |           |
| Pedro Lautaro Vega Flores        | La Izquierda                   | PCCh       | 49    | 1,21  |           |
| Nelson Cortés Talamilla          | Unión por Chile                | Ind. (ILD) | 40    | 0,99  |           |
| Robinson Amaro Ávalos Valenzuela | La Izquierda                   | PCCh       | 38    | 0,94  |           |
| Emilio Godoy Tapia               | Concertación por la Democracia | PS         | 38    | 0,94  | Concejal  |

### Elecciones municipales de 2000
- Elecciones municipales de 2000, Huasco[6]

(Se consideran sólo candidatos con sobre el 2,7% de votos y candidatos electos como concejales, de un total de 13 candidatos)
| Candidato                       | Pacto                                      | Partido    | Votos | %     | Resultado |
| ------------------------------- | ------------------------------------------ | ---------- | ----- | ----- | --------- |
| Juan Sabando Santibáñez         | Concertación de Partidos por la Democracia | PPD        | 2481  | 59,88 | Alcalde   |
| Gonzalo Catalán Vera            | Concertación de Partidos por la Democracia | PDC        | 317   | 7,65  | Concejal  |
| Julio Tamblay Álvarez           | Alianza por Chile                          | RN         | 290   | 7,00  | Concejal  |
| Ricardo González Aguirre        | Alianza por Chile                          | Ind. (ILC) | 244   | 5,89  |           |
| Héctor Armando Zuleta Caballero | Concertación de Partidos por la Democracia | Ind. (ILE) | 180   | 4,34  | Concejal  |
| Aldo Reyes Peralta              | Alianza por Chile                          | Ind. (ILC) | 133   | 3,21  |           |
| José Morales Sánchez            | Concertación de Partidos por la Democracia | PDC        | 126   | 3,04  | Concejal  |
| Emilio Godoy Tapia              | Concertación de Partidos por la Democracia | PS         | 112   | 2,70  | Concejal  |

### Elecciones municipales de 2004
- Elecciones municipales de 2004, Huasco[7]

| Candidato               | Pacto                          | Partido    | Votos | %     | Resultado |
| ----------------------- | ------------------------------ | ---------- | ----- | ----- | --------- |
| Juan Sabando Santibáñez | Concertación por la Democracia | PPD        | 2833  | 70,58 | Alcalde   |
| René Torres Mansilla    | Independiente (fuera de pacto) | Ind.       | 1056  | 26,31 |           |
| Raúl Medina Fernández   | Alianza                        | Ind. (ILB) | 125   | 3,11  |           |

### Elecciones municipales de 2008
- Elecciones municipales de 2008, Vallenar[8]

| Candidato                     | Pacto                          | Partido | Votos | %     | Resultado |
| ----------------------------- | ------------------------------ | ------- | ----- | ----- | --------- |
| Cristian Hernando Tapia Ramos | Independiente (fuera de pacto) | Ind.    | 8189  | 37,93 | Alcalde   |
| Juan Horacio Santana Álvarez  | Concertación por la Democracia | PS      | 5996  | 27,77 |           |
| Pablo Ogalde Meneses          | Alianza                        | RN      | 5018  | 23,24 |           |
| Juan Sabando Santibáñez       | Independiente (fuera de pacto) | Ind.    | 2385  | 11,05 |           |

### Elecciones parlamentarias de 2009
- Elecciones Parlamentarias de 2009 a Diputado por el Distrito 6 (Alto del Carmen, Caldera, Freirina, Huasco, Tierra Amarilla y Vallenar)[9]

| Candidato                        | Pacto                                            | Partido | Votos  | %     | Resultado |
| -------------------------------- | ------------------------------------------------ | ------- | ------ | ----- | --------- |
| Alberto Robles Pantoja           | Concertación y Juntos podemos por más democracia | PRSD    | 11 582 | 26,77 | Diputado  |
| Giovanni Calderón Bassi          | Coalición por el Cambio                          | UDI     | 8330   | 19,26 | Diputado  |
| Julieta Cruz Figueroa            | Chile Limpio. Vote Feliz                         | PRI     | 6157   | 14,23 |           |
| Fernando Zamorano Fernández      | Chile Limpio. Vote Feliz                         | MAS     | 5547   | 12,82 |           |
| Juan Iván Sabando Santibáñez     | Coalición por el Cambio                          | CH1     | 5336   | 12,33 |           |
| Víctor Manuel Rebolledo González | Concertación y Juntos podemos por más democracia | PPD     | 3612   | 8,35  |           |
| Osvaldo Delgado Quevedo          | Independiente (fuera de pacto)                   | Ind.    | 1827   | 4,22  |           |
| Juan Luis Marré Ramírez          | Independiente (fuera de pacto)                   | Ind.    | 869    | 2,01  |           |

### Elecciones municipales de 2016
- Elecciones municipales de 2016, Alcalde, Huasco[10]

| Candidato                          | Pacto                          | Partido                     | Votos | %                  | Resultado |
| ---------------------------------- | ------------------------------ | --------------------------- | ----- | ------------------ | --------- |
| Rodrigo Sebastián Loyola Morenilla | Nueva Mayoría                  | PPD                         | 2184  | 52,36              | Alcalde   |
| Rony Ernesto Acuña Borquez         | Independiente (fuera de pacto) | Indep.                      | 986   | 23,64              |           |
| Juan Iván Sabando Santibáñez       | Independiente (fuera de pacto) | Indep.                      | 637   | 15,27              |           |
| Javier Andrés Coopman Corral       | Chile Vamos                    | RN                          | 364   | 8,73               |           |
| Total de votos válidos             | Total de votos válidos         | Total de votos válidos      | 4171  | 98,21              |           |
| Votos nulos                        | Votos nulos                    | Votos nulos                 | 50    | 1,18               |           |
| Votos en blanco                    | Votos en blanco                | Votos en blanco             | 26    | 0,61               |           |
| Total de sufragios emitidos        | Total de sufragios emitidos    | Total de sufragios emitidos | 4247  | 100                |           |
| Total de inscritos                 | Total de inscritos             | Total de inscritos          | 7865  | Abstención: 53,99% |           |